# Fortaleza de Santa Catalina (Las Palmas de Gran Canaria)
La fortaleza, o castillo de Santa Catalina, estaba situada junto al istmo de la península de La Isleta, en la costa este de la ciudad de Las Palmas de Gran Canaria, Gran Canaria (Canarias, España).

## Historia

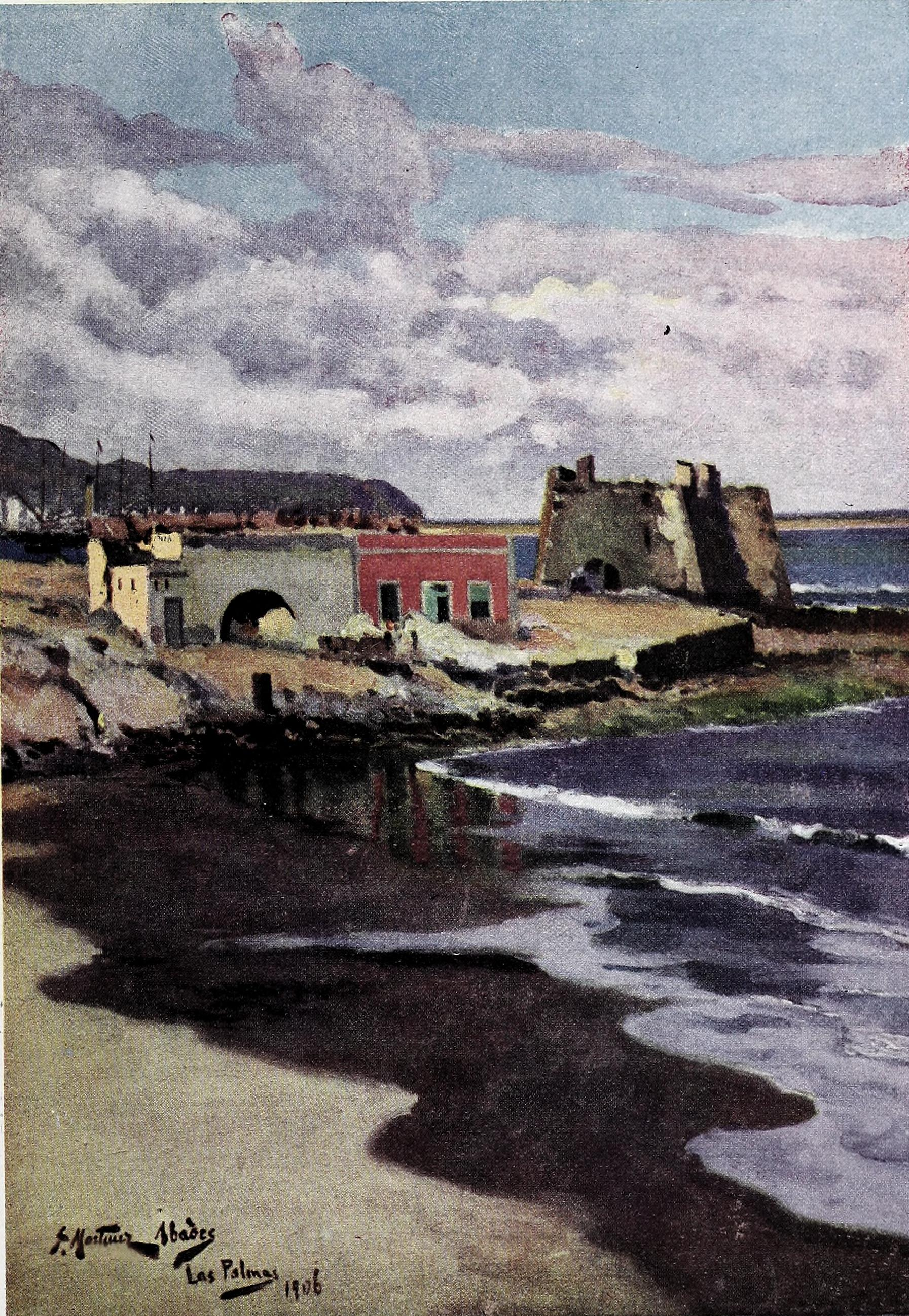
Vista de la fortaleza en un dibujo de Martínez Abades (Blanco y Negro, 1907)

Fue diseñada por el ingeniero militar Próspero Casola como uno de los apoyos principales el castillo de La Luz. Actualmente se encuentra sepultada bajo la actual base naval aunque los arqueólogos creen que puedan quedar los restos de sus cimientos bajo esta.
El 13 de noviembre de 2009, el Ayuntamiento de Las Palmas de Gran Canaria, en un acto celebrado con motivo de la clausura de las III Jornadas marítimo-navales de la Real Sociedad Económica de Amigos del País de Gran Canaria, cedió a la base naval de dicha ciudad un monumento en recuerdo al castillo de Santa Catalina. Este monumento es una pequeña réplica del original, se construyó con las piedras antiguas de hace dos siglos que estaban guardadas en el Ayuntamiento.

## Fortificaciones de la ciudad
- Castillo de la Luz
- Castillo de Mata
- Castillo de San Cristóbal
- Castillo de San Francisco
- Muralla urbana de Las Palmas de Gran Canaria
- Fortaleza de Santa Catalina
- Torre de Santa Ana